# Iglesia de Guayacán
La iglesia de Guayacán es un templo católico ubicado en el sector de Guayacán, en la bahía de La Herradura de la ciudad de Coquimbo, Chile. Constituye el centro del poblado de Guayacán, que durante el siglo XIX giró en torno a las labores de la fundición de cobre de José Tomás Urmeneta.

## Historia

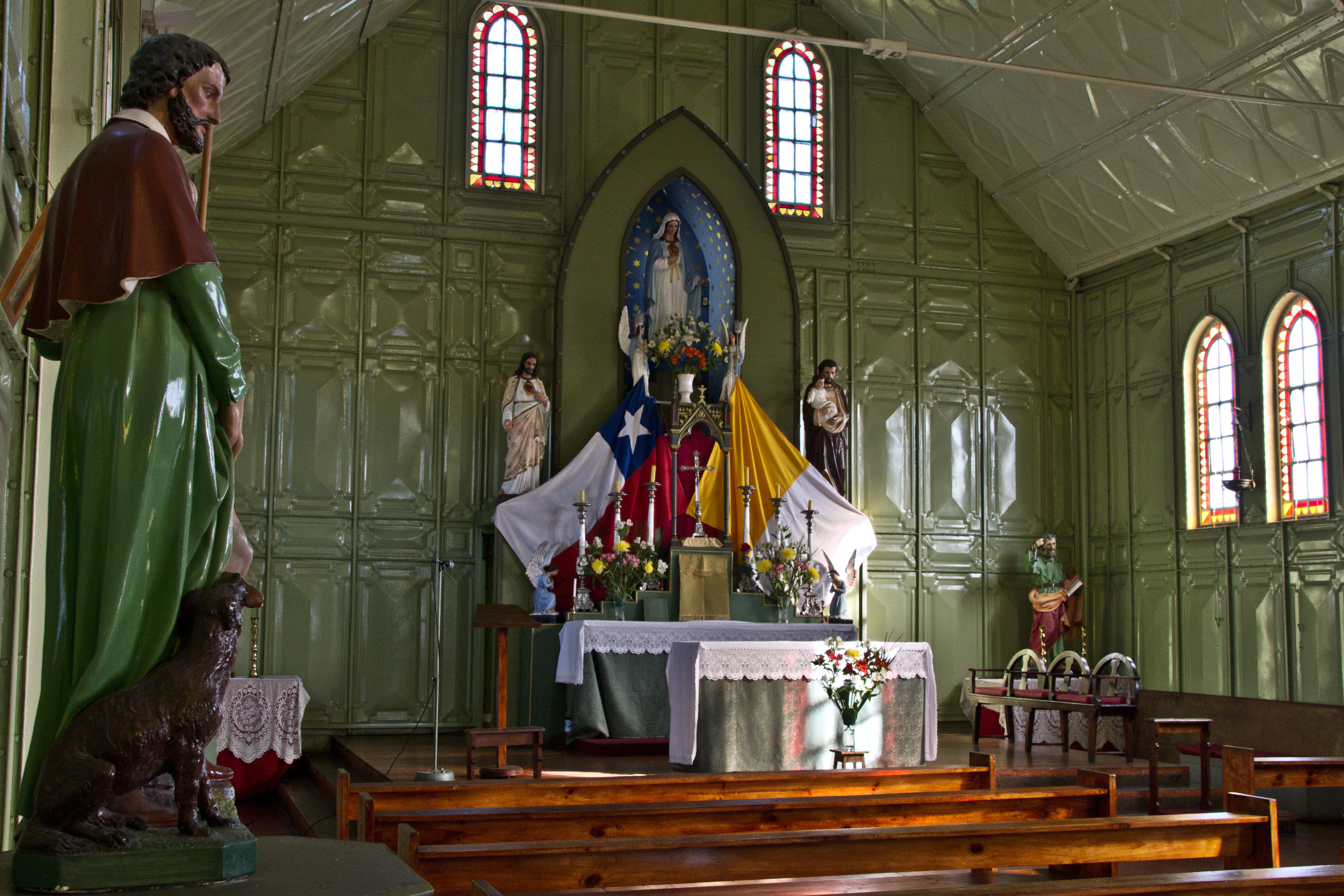
Interior de la iglesia.

Antes de que se construyera el templo, en el sector existía un pequeño oratorio para ofrecer servicios religiosos a los habitantes de la localidad.
Guayacán llegó a ser el primer centro minero de la Región de Coquimbo, con una producción de 10 mil toneladas de cobre en barra y donde trabajaban empleados ingleses, norteamericanos y canadienses en los 35 hornos de la fundición donde el mineral era procesado.
En este contexto, el empresario Maximiano Errázuriz Valdivieso, socio principal de la Fundición Guayacán encargó, en 1887, el diseño y la construcción de una iglesia, la cual fue erigida en 1889 por la empresa belga Societé Anonyme des Forges d'Alseau. Lo hizo a través de su hija que residía en Francia, Amalia Errázuriz Urmeneta casada con Ramón Subercaseaux Vicuña, representante en Francia del gobierno chileno.
La iglesia de Guayacán posee una estructura exclusivamente metálica y revestimiento de latón zincado diseñada por Joseph Danly, y fue transportada desde el puerto de Amberes por el vapor alemán Biancas en los primeros días del año 1889, cargando cerca de 400 bultos que contenían las planchas metálicas. Para ser armada se contrataron los servicios de un ingeniero belga, quedando lista en dos semanas, con fecha 2 de marzo de 1889. Fue inaugurada por el obispo de La Serena, Monseñor Antonio Orrego. En aquel tiempo la iglesia era admirada por su altar gótico de maderas nobles, doce candelabros de plata, dos confesionarios de caoba, dos grandes ángeles de mármol, las bancas de fierro fundido y madera, un órgano inglés fechado en Liverpool, cuadros de Vía Crucis y santos de madera.
Desde mediados del siglo XX, el templo sufrió el paso de tiempo y fue abandonado, hasta que en 1966 el sacerdote holandés Juan Van Hecke se instala en la iglesia, reanudando los oficios religiosos e instalando un nuevo reloj en el campanario. El mismo sacerdote se encarga de construir un carillón para la iglesia, el cual es inaugurado el 11 de septiembre de 1970. Sin embargo, en el proceso de restauración se terminó por destruir varios de sus atractivos, retirando la decoración e incluso quemando algunos de sus artículos sagrados. Durante la actividad se destruyó parte del retablo de 1,5 metros que exhibía la imagen de la Virgen María con el corazón de Jesús en el lado derecho y de San José en el izquierdo.
La iglesia fue entregada al pueblo de Guayacán en 1903 y declarada Monumento Nacional el 14 de diciembre de 1977.

## Descripción

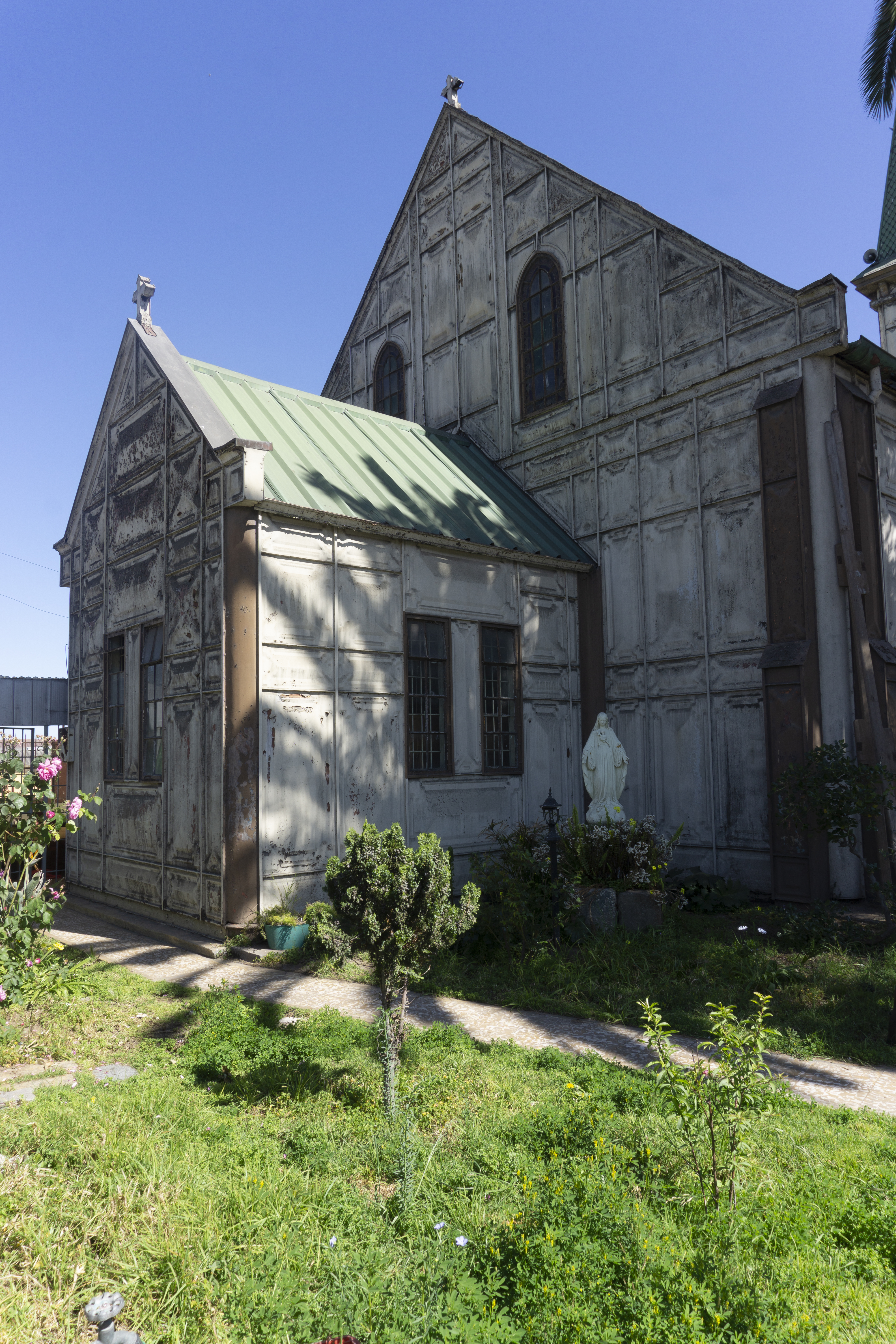
Parte trasera de la iglesia de Guayacán.

La iglesia está asentada sobre un sobrecimiento de piedra semicanteada que permite salvar el desnivel presente en el terreno.
La parte delantera tiene un ancho de 10,2 metros y 21 metros de largo. Tiene una torre central sobre el acceso que se eleva a 27 metros de altura por sobre su cubierta. Consta de un espacio menor ubicado detrás, con dimensiones de 4,51 metros por 4,3 metros, destinado a la sacristía, sumando en total 233,6 metros cuadrados. Son 21 las ventanas de tipo ojival que tiene la estructura, 3 al frente, 8 a cada costado y 2 en la parte posterior.
Cuenta con cierre perimetral de latón con enfierraduras y nervios para su mayor resistencia, junto con vigas que atiesan el conjunto estructural (tirantes y arrastramientos). Tiene un piso de madera tinglada y muros interiores con revestimientos metálicos. Las ventanas son de tipo vitrales con vidrios de color y marcos de fierro fundido. El techo está hecho completamente de latones ondulados entramados sobre costaneras, las que se encuentran soportados por 5 columnas interiores por lado. En la zona del frontis se levanta un campanario (chapitel) de tipo mecano, sustentado por pilares de esquina revestido con latones y pinturas.
La iglesia tiene un estilo predominante de la arquitectura gótica, donde el sistema de construcción tiene como elementos principales la "bóveda de crucería", el arco apuntado (ojivo) y el contrarresto de bóvedas y de arcos independientes del espesor de los muros, que la hacen única en el país.

## Ubicación
El pueblo de Guayacán se ubica en la bahía de La Herradura. Actualmente en él se desarrollan actividades de pesca artesanal, embarque de mineral de hierro e instalaciones universitarias de docencia e investigación, además de ser una zona patrimonial basada en el auge de la minería del cobre del siglo XIX.